# Freeburg (Pensilvania)
Freeburg es un borough ubicado en el condado de Snyder en el estado estadounidense de Pensilvania. En el año 2000 tenía una población de 584 habitantes y una densidad poblacional de 805.3 personas por km².

## Geografía
Freeburg se encuentra ubicado en las coordenadas 40°45′50″N 76°56′15″O / 40.76389, -76.93750.

## Demografía
Según la Oficina del Censo en 2000 los ingresos medios por hogar en la localidad eran de $30,729 y los ingresos medios por familia eran $40,357. Los hombres tenían unos ingresos medios de $29,821 frente a los $20,625 para las mujeres. La renta per cápita para la localidad era de $15,893. Alrededor del 9.1% de la población estaba por debajo del umbral de pobreza.